# Paul Delvaux
Paul Delvaux (Antheit, provincia de Lieja, 23 de septiembre de 1897-Veurne, provincia de Flandes Occidental, 20 de julio de 1994) fue un pintor belga neoimpresionista y expresionista en sus comienzos, se orientó posteriormente, influido por René Magritte y E. L. T. Mesens, hacia un surrealismo clásico: su pintura se caracteriza por desnudos femeninos en ambientes oníricos y desdibujados, cargados de un erotismo latente y figuras idealizadas.

## Biografía
Fue hijo de un abogado. Entre 1920 y 1924 estudió pintura y arquitectura en la Academia de Bellas Artes de Bruselas, donde siguió los cursos de Constant Montald. 
Recibió clases de música, estudió griego y latín, absorbiendo la ficción de Julio Verne y la poesía de Homero. Toda su obra resultó influida por estas lecturas, comenzando por sus primeros dibujos con escenas mitológicas. 
Estudió en la Academia real de Bellas Artes de Bruselas, aunque en el departamento de arquitectura debido a que sus padres desaprobaban su deseo de ser pintor. A pesar de ello, consiguió su objetivo, acudiendo a clases de pintura de Constant Montald y Jean Deville. Los pintores Frans Courtens y Alfred Bastien también le animaron. Sus obras de este periodo fueron sobre todo paisajes naturalistas.
Fue nombrado director de la Academia real de Bellas Artes en 1965.
En 1982 se inauguró el Museo Paul Delvaux en San Idesbaldo. Murió en Veurne en 1994.

## Trayectoria como pintor
Acabó unos ochenta cuadros entre 1920 y 1925, siendo este último año el de su primera exposición individual. Sus primeras obras estuvieron influenciadas por el impresionismo y por el expresionismo alemán que conoció a través de Gustave de Smet.
En 1934 participó en la exposición Minotauro de Bruselas junto con René Magritte, Salvador Dalí, Max Ernst, Joan Miró y Balthus, operándose en él un cambio que le llevó a destruir la mayor parte de su obra primitiva. 
Las pinturas de Delvaux de finales de los años veinte y principios de los treinta, que presentan desnudos en paisajes, están fuertemente influidos por expresionistas flamencos como Constant Permeke y Gustave De Smet. Un cambio de estilo alrededor de 1933 refleja la influencia del «arte metafísico» de Giorgio de Chirico, a quien había conocido por vez primera en 1926 o 1927. A principios de la década de los treinta, Delvaux encontró más inspiración en sus visitas a la Feria de Bruselas, donde el Museo Spitzner, un museo de curiosidades médicas, mantenía un stand en el que se mostraban esqueletos y una figura de Venus mecánica en un escaparate con cortinas de terciopelo rojo. Este espectáculo cautivó a Delvaux, proporcionándole motivos que aparecerían a lo largo de su obra posterior. A mediados de los años treinta comenzó a adoptar algunos de los motivos de su compatriota belga Magritte, así como el estilo inexpresivo de dicho pintor al presentar las yuxtaposiciones más inesperadas de objetos por lo demás ordinarios. Encontró en James Ensor y, sobre todo, en René Magritte y Giorgio de Chirico, la inspiración de un estilo al que permanecería fiel hasta el final de su vida, calificado como realismo mágico. 
Delvaux reconoció sus influencias, diciendo de Chirico, "Con él me di cuenta de que era posible, el clima que tenía que desarrollarse, el clima de calles silenciosas con sombras de personas que no pueden verse, nunca me he preguntado si es surrealista o no". Aunque Delvaux se asoció durante un tiempo con el grupo surrealista belga, no se consideraba a sí mismo "un surrealista en el sentido escolástico de la palabra". Tal como dice Marc Rombaut: "Delvaux... siempre mantuvo una relación íntima y privilegiada con su infancia, que es la motivación subyacente de su obra y siempre consigue que salga a la superficie. Esta 'infancia,' que existe dentro de él, le llevó a la dimensión poética en el arte."
La fuite (1936) fue una de las primeras obras pintadas con este nuevo estilo, enriquecido durante su viaje a Italia en 1938 y con referencias a la arquitectura antigua y al tema de los paisajes desiertos con ruinas (La ville endormie, 1938).
Las pinturas de Delvaux se hicieron famosas al representar mujeres desnudas que miran fijamente como si estuvieran hipnotizadas, con gestos misteriosos, a veces reclinadas de manera incongruente en una estación de ferrocarril o vagando por edificios clásicos. A veces las acompañan esqueletos, hombres con sombreros de hongo, o científicos tomados de las historias de Verne. Delvaux repetiría variaciones sobre estos temas durante el resto de su larga vida, aunque pueden reconocerse algunos alejamientos. Entre ellos están sus pinturas de 1945-47, realizadas en un estilo aplanado de efectos de perspectiva forzada y distorsionada, y la serie de crucifixiones y deposiciones de la Cruz protagonizadas por esqueletos, pintada durante los años 1950.
A finales de los años cincuenta produjo una serie de escenas nocturnas, en las que hay trenes que mira una niña vista desde atrás. Estas composiciones no tienen nada que sea abiertamente surrealista, y aun así la claridad de detalle a la luz de la luna tiene un efecto de alucinación. Los trenes han sido siempre un tema de interés para Delvaux, quien nunca olvidó lo maravilloso que le pareció, siendo un niño pequeño, cuando vio los primeros tranvías eléctricos en Bruselas.
En 1959 ejecutó un mural para el Palais du Congrès en Bruselas, uno de sus encargos decorativos a gran escala más destacados.

## Legado
La técnica de Delvaux es precisa y seca. Su academicismo, voluntariamente anacrónico, acentúa por su falsa ingenuidad el erotismo latente en sus obras. En ellas se representan cuerpos femeninos estereotipados, mudos y estáticos dentro de un marco estrictamente definido, al que a veces se añade una penumbra misteriosa e inquietante, un hombre vestido (tal vez el doble del artista) que les ignora o les mira impasible.
La obra de Delvaux se conserva tanto en colecciones públicas belgas como en la Tate Gallery de Londres, el Museo Nacional de Arte Moderno de París y el Museo de Arte Moderno de Nueva York. En España, su única obra expuesta de propiedad pública se conserva en el Museo Thyssen-Bornemisza: Mujer ante el espejo (1936). La colección de Tita Cervera cuenta un misterioso paisaje urbano, El viaducto, y hay que destacar el gran cuadro La llamada, de la colección de arte de Telefónica.
En 1982 se inauguró en San Idesbaldo (Bélgica) un museo dedicado a este artista.